# لنفوپنی

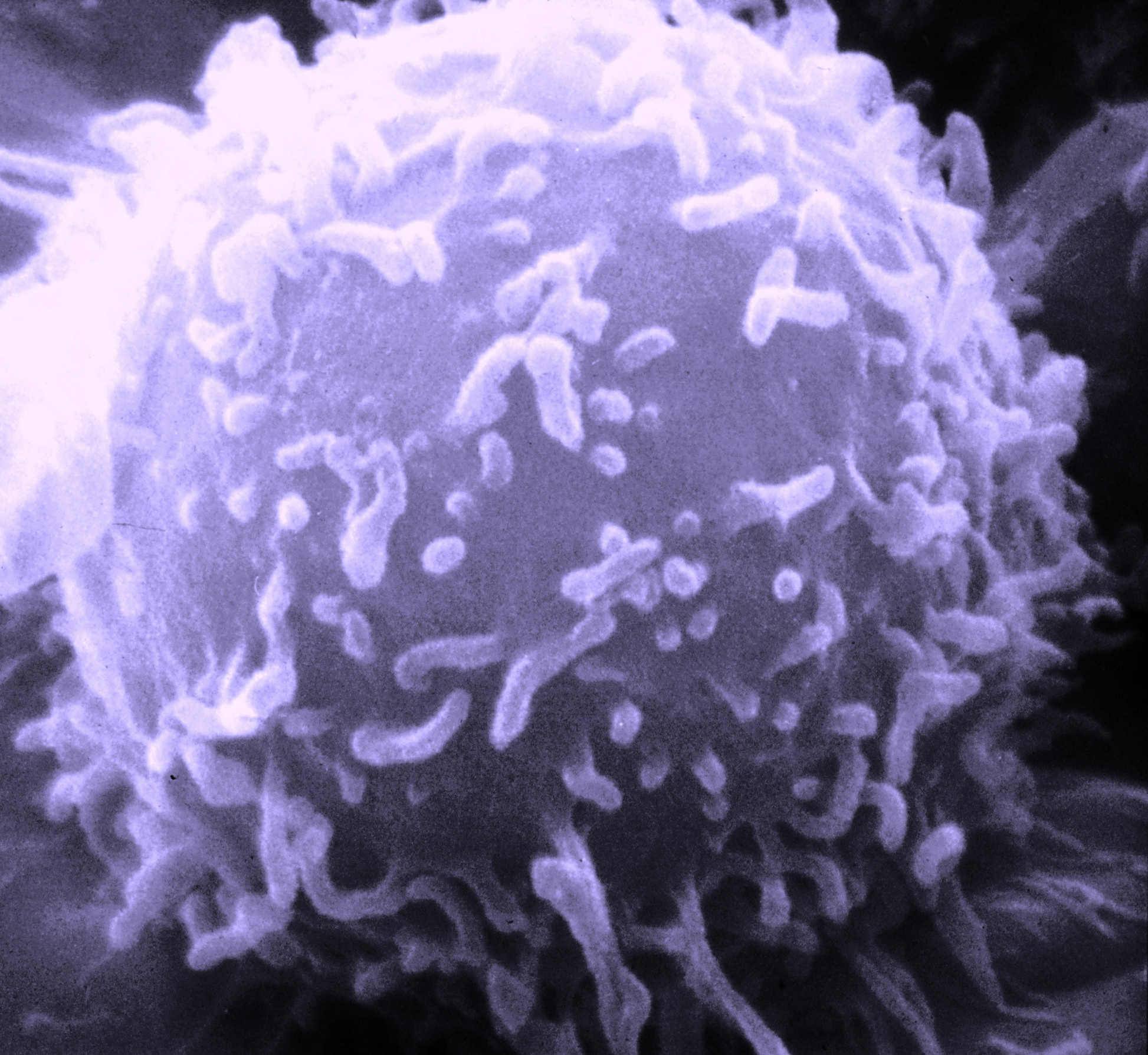
لنفوپنی

لنفوپنی  یا لنفوسیتوپنی (Lymphocytopenia) پایین رفتن تعداد لنفوسیتهای در گردش خون است.
اغلب در این وضعیت تعداد لنفوسیت پایینتر از ۲۵۰۰ لنفوسیت در هر میکرولیتر(LCM) است.کاهش تعداد گلبولهای سفید را لکوپنی مینامند.

## علل لنفوپنی
به‌طور کلی لنفوپنی در موارد زیر دیده می‌شود: عفونت اخیر (برای مثال سرماخوردگی ساده و کووید ۱۹)، مصرف کورتیکواستروئیدها، ایدز، لوپوس، سوءتغذیه، عفونت‌های باکتریایی و قارچی و رادیوتراپی. لنفوپنی در سنين مختلف عدد متفاوتی دارد.

## انواع لنفوپنی
انواع لنفوسیت‌ها می‌توانند به صورت مجزا کاهش شمار داشته باشند لذا می‌توانیم لنفوسیتوپنی T، لنفوسیتوپنی B و لنفوسیتوپنی سلولهای کشنده طبیعی (NK)  را داشته باشیم.